# 9788 Yagami
A 9788 Yagami (ideiglenes jelöléssel (9788) 1995 EQ1) a Naprendszer kisbolygóövében található aszteroida. Kobajasi Takao fedezte fel 1995. március 11-én.